# DJ TECHNORCH
DJ TECHNORCH（本名：山下 泰、3月3日 - ）是日本的DJ和作曲家。

## 概要
他以作曲家的身份，成名于为《beatmania IIDX》等科乐美公司的音乐游戏提供乐曲的工作。在与L.E.D.的访谈会中，公开表示是因为被《beatmania》收录的乐曲《HELL SCAPER》感动，而开始创作起了音乐。另外，他在BMS上所发表的音乐而被众人所知。
DJ TECHNORCH很喜欢RAVE音乐，发布了很多OLD SCHOOL HIPHOP和HARDCORE的子流派FREEFORM和“Schranz”等风格的复合了GABBER要素的乐曲。自己发表的乐曲有时候会以《〜（基本的流派）meets GABBA》的名字命名。过去的他也很喜欢TRANCECORE风格。
在NICONICO上，也使用过“123123（ウタカネヒフミ）”的网名。
作为DJ，在LIVE现场使用变声器来煽动观众已经成为了一种惯例。
另外，DJ TECHNORCH也业余写作，出版了讲解初音未来和J-Core等日本的同人音樂场景的图书《读音乐》。

## 来歴
2003年，作为HARDCORE TANO*C的创始成员中的一位，发表了《GOTHIC SYSTEM》。2005年，在CM上发表了第一张专辑《GOTHIC SYSTEM》，之后积极进行演艺活动，但是由于持续的精神不调，在2009年引退。
2007年，以美国为据点，加入了BREAKCORE厂牌「Cock Rock Disco」。
此外，同年为《beatmania IIDX》提供了乐曲。以作为给在其仿制游戏（Clone Game）《BMS》上发表作品而知名的艺术家而在本家的《beatmania IIDX》上提供乐曲而形成了当时的一大话题。
2008年发售的REMIX专辑《BOSS ON PARADE REMIXES 〜DJ TECHNORCH meets XXX〜》中，包括LUNA-C和BONG-RA的海外艺术摘们都作为REMIXER参加了专辑的制作。

## 提供乐曲

### 《beatmania IIDX》
- KAMAITACHI[a]
- METALLIC MIND[a]
- MENTAL MELTDOWN[b]
- HELL SCAPER -Last Escape Remix-[a]
- BRAINSTORM[c]
- Sol Cosine Job 2
- Ｘ↑Ｘ↓
- [d]
- [e]
- [f]
- [g]

### 《BMS》
- GOTHIC SYSTEM(Original Mix)
- axs

### 《DanceDanceRevolution》
- 888
- [h][1]

## 作曲
| 标题                                              | 年度   |
| ------------------------------------------------- | ------ |
| GOTHIC SYSTEM 〜Trancecore meets Gabber〜         | 2005年 |
| BOSS ON PARADE 〜XXX meets GABBA〜                | 2007年 |
| BOSS ON PARADE REMIXES 〜DJ TECHNORCH meets XXX〜 | 2008年 |
|                                                   | 2011年 |
|                                                   |        |
| I Wanna Be A Happy                                | 2012年 |
| The Best Of Technorch 2003-2013                   | 2013年 |
|                                                   | 2016年 |

| 标题                            | 年度   |
| ------------------------------- | ------ |
| BOSS ON PARADE OUT-SIDE Remixes | 2010年 |
|                                 | 2010年 |
|                                 | 2010年 |
|                                 | 2011年 |
|                                 |        |
| Mind Of Mind                    | 2012年 |
|                                 | 2012年 |
|                                 | 2014年 |
|                                 | 2017年 |

## 脚注

### 注釈
1. 1 2 3  「DJ TECHNORCH fw. GUHROOVY（日语：GUHROOVY）」名義
2. ↑  「GUHROOVY fw. TECHNORCH」名義
3. ↑  「Hardcore United Tokyo(teranoid（日语：斎藤広祐）＆DJ TECHNORCH」名義
4. ↑  「DJ TECHNORCH Vs. L.E.D.Light-G（日语：角田利之）」名義
5. ↑  「DJ TECHNORCH feat.宇宙★海月 vs BEMANI Sound Team "U1-ASAMi"」名義
6. ↑  「DJ TECHNORCH feat.宇宙★海月」名義
7. ↑  「DJ TECHNORCH & RoughSketch（日语：RoughSketch）」名義
8. ↑  活动期间该机种一开始就能游玩，如果在活动中满足指定条件并在公式网站上解锁就可以在其他七种BENAMI机种上游玩了。

### 出典
1. ↑  .   [2019-09-23]. 已忽略文本“和書” (帮助)